# Birdy Airlines
Birdy Airlines is een voormalige Belgische luchtvaartmaatschappij die werd opgericht op 26 april 2002. Gedurende zijn korte bestaan voerde Birdy Airlines vluchten uit voor SN Brussels Airlines tussen Brussels Airport en 12 verschillende Afrikaanse steden. Deze vluchten werden uitgevoerd met drie Airbus A330's. Op 27 oktober 2004 ging Birdy Airlines volledig op in SN Brussels Airlines, het huidige Brussels Airlines.